# ヘヤゴト
株式会社ヘヤゴト（英: HEYAGOTO.Co.Ltd）は、東京都品川区に本社を置き、Webサービスを展開する日本の企業。主に、家具インテリアを中心とするポータルサイト「HEYAGOTO」、家具通販サイト「KAGOO」、家具インテリアのセール情報サイト「Seiloo」、家具インテリア催事情報サイト「KAGOOプレミアム」を運営する。日本で初めて自社通販サイトで大型家具の販売を始める。
その他、家具インテリアショップ情報サイト「ショップナビ」、写真投稿SNSサービス「ヘヤゴトマイギャラリー」を運営。
2012年（平成24年）4月、経済産業省推奨の「経営革新計画」認定を東京都から受ける。

## 概要
インテリアのEC、首都圏でのインテリア系の催事販売をはじめセールイベント情報ポータルサイトを運営するほか、家具店・寝具店の集客支援も行う。自社での販売可能エリア以外などでは、家具インテリア・寝具などの全国催事、セール情報サイト運営によって、業界へのマーケットプレイス型集客支援を行う。循環型社会に向かう社会的ニーズに適応し、インターネットを活用した中古家具マッチング、家具修理等の分野にも進出するなど、家具インテリア×ITというユニークなビジネスモデルを展開する。
「KAGOO」は自社サイトでインテリアを販売した日本初の事例であった。2000年当時はEC産業自体が未成熟で、高級家具は実際に使用感を知りたいとする消費者の要望があった。このため、スタッフの顔写真をサイトに掲載したり、低価格のインテリアを中心に据えるなどの工夫を行った。同社は店舗を持たないため、高単価商品は仕入れ先の首都圏のショールームを借り販売会を行い、集客サイトである「KAGOOプレミアム」を立ち上げ現在の基盤を構築した。その後、全国インテリア催事、セール情報ポータルサイト「Seiloo」を立ち上げる。こうしたウェブサイトでのインテリア系売り出し情報案内というモデルも同社が日本初であった。こうした経緯から国内最大手家具・寝具・家具小売店との取引を増やし、利用者数を述べ100万人以上に増やした。
「ヘヤゴト」という社名は、創業15周年目に消費者に分かりやすい社名にするため、社内公募で決められた。女性が働きやすい環境づくりを行い、社員の過半数以上が女性である。また、有給休暇や残業などの就業規則を整え、長時間労働の抑止に努め、働きやすい環境整備を行い、「100年企業」の目標を掲げる。
2023年11月には、カグー事業部を株式会社カグーへ分社化する。

## 沿革
- 2001年（平成13年）
  - 8月 - 家具通販サイト「Kagoo本店」のサービスを開始。[1]
- 2002年（平成14年）
  - 2月 - 家具催事販売事業「KAGOO」の運営開始。[1]
  - 9月6日 - 株式会社カグーを千葉県香取郡に会社設立。[1]
- 2003年（平成15年）
  - 9月 - 東京都中央区に東京営業所開設。[1]
- 2004年（平成16年）
  - 12月 - 家具インテリアショップのセールイベント情報ポータルサイト「Seiloo」をオープン。[1]
- 2005年（平成17年）
  - 3月 - 「Seiloo」サービスを開始。[12]
- 2006年（平成18年）
  - 4月 - 現代表者の宮島一郎が株式会社カグー代表取締役就任。
  - 5月 - 両社ともに東京都中央区に本店を移転。[1]
  - 10月 - 高級家具通販サイト「Dozele」のサービスを開始。[1]
- 2007年（平成19年）
  - 2月 - 家具インテリア総合催事情報サイト「KAGOOプレミアム」のサービスを開始。[1]
  - 9月 - 株式会社セイルーが存続会社となり､株式会社カグー及び､株式会社コレレ､株式会社セイルーコミュニケーションズを合併統合[1]。東京都江東区に本店を移転[13][1]。
  - 11月 - 東京都江東区に本店移転。[1]
- 2008年（平成20年）
  - 1月 - カグー事業部千葉受注オペレーションセンターを本社に統合。[1]
  - 12月 - 資本金を4400万円に増資。[1]
- 2009年（平成21年）
  - 1月 - KAGOOサイトがトレードセーフシステムの認可取得､トラストセーフ会員として認定。[14]
  - 2月 - Seilooサイトにピアノ・楽器カテゴリー新設。[15]
  - 4月 - 資本金を4450万円に増資。
  - 11月 - 国産ベッドオリジナルブランド「スリープセレブ【SLEEP CELEB】」開始。[16]
- 2010年（平成22年）
  - 2月 - ホームファニシングオンラインモール「kokugaiモール」運営開始。[17]
  - 7月 - 株式会社TORICO代表取締役安藤氏と、代表取締役宮島一郎が対談。[18]
  - 11月 - Amazon.co.jp内にKAGOO店オープン。[19]
- 2011年（平成23年）
  - 4月 - JR南越谷駅楽園タウンにKAGOOの実店舗オープン（後に閉鎖）。[20][1]
  - 4月 - 東京都港区に本店移転。[1]
  - 6月 - アパレルブランドROENと家具の共同開発が決定。[21]
- 2012年（平成24年）
  - 4月 - 東京都経営革新計画申請が承認される。[22]
- 2013年（平成25年）
  - 2月 - 大東建託とKAGOO事業部の入居者向け異業種間コラボ企画開始。[23]
- 2014年（平成26年）
  - 5月 - 東京都品川区に本店移転。[24]
- 2018年（平成30年） - 10月に家具インテリアショップ情報サイト「ショップナビ」サービスを開始。[1]
- 2019年（平成31年／令和元年）
  - 1月 - 株式会社セイルーから株式会社ヘヤゴトに商号変更。[1]
  - 10月 - 株式会社ヘヤゴト15周年祝賀会開催。[25]
- 2020年（令和2年）
  - 1月 - 人材派遣業を展開する子会社株式会社ヘヤゴトヒューマンサテライトを設立。[26]
  - 2月 - 経済界に2020年顧客満足度注目企業として掲載。[27]
  - 4月 - 写真投稿SNSサービス「ヘヤゴトマイギャラリー」リリース。[1]
  - 9月 - 家具・インテリア・寝具店の検索サービス「HEYAGOTO SHOPNAVI」リリース。[28]
  - 12月 - 家具のセール・イベント情報紹介サイトSeilooアプリをリリース。[1]
- 2022年（令和4年）
  - 7月 - 「ヘヤゴトラボ（住環境とエンターテイメントの融合を目的とした事業）」第1回を銀座アートホールで開催。[29]
- 2023年（令和5年）
  - 2月16から3回にわたり、代表宮島がBS11「For JAPAN -日本の未来がココに-」に出演[30]。
  - 6月21日 - 家具インテリア・寝具専門フリマサイト「ヘヤゴトフリマ」をオープン。[1]
  - 11月1日、カグー事業部を株式会社カグーへ分社化。[1][11]

## 事業内容

### ポータルサイト運営事業
- HEYAGOTO
- HEYAGOTO SHOPUNAV!
- MY GALLERY

### インターネット広告集客サポート事業
暮らしに特化した日本全国のイベント・催事、特売などの配信ポータルサイト。
- Seiloo

### エンターテイメント事業ヘヤゴトラボ
- HEYAGOTO LABO

### フリーマーケット事業
- ヘヤゴトフリマ

以上出典

## カグー
以下事業は、2023年11月1日以降はカグー事業部の株式会社カグーへ分社化に伴い、カグーへ移行された。

### 高級家具催事販売KAGOO外販事業
有名ブランドの家具の販売。
- KAGOO Premium

### 家具インテリアオンライン通販KAGOO EC事業
- KAGOO

### ソーシャルサービス事業
中古家具のマッチングソーシャルサイト（特許第6155216号）
- Re:KAGOO

## 関連会社
- 株式会社ヘヤゴトヒューマンサテライト[32]
- 株式会社カグー[33]

## メディア
代表の宮島一郎には以下のような番組のほか、数多くの出演番組がある。
- 【BS11】For JAPAN -日本の未来がココに-　第7回-9回「社長のピンチ乗り切り術！とは?」（全国無料テレビ ）
- 【BS11】For JAPAN -日本の未来がココに-　第19回-20回「『日本人は働きすぎか』」
- 【BS11】For JAPAN -日本の未来がココに-　第21回「令和の日本人は貧乏?」

より。

## 参考サイト
- ヘヤゴトヒューマンサテライト　インテリアコーディネーターに聞く（THE HOME LIVING）